# دهستان گهوماونی
دهستان گهوماونی (به لاتین: Ghumauney Gewog) یک دهستان در کشور بوتان است که در ناحیهٔ سامتس واقع شده‌است.